# Gösta Söderberg
Nils Gösta Söderberg, född 8 juli 1921 i Stockholm, död 12 juni 2004 i Stockholm, var en svensk skådespelare. 

## Filmografi
- 1944 – Dolly tar chansen
- 1946 – Iris och löjtnantshjärta
- 1952 – Kalle Karlsson från Jularbo
- 1976 – Den jäktade
- 1981 – Varning för Jönssonligan

## Teater

### Roller
| År   | Roll        | Produktion                                                             | Regi             | Teater               |
| ---- | ----------- | ---------------------------------------------------------------------- | ---------------- | -------------------- |
| 1965 | Medverkande | Teater-Cabaret                                                         | Bo Forsberg      | Parkteatern          |
| 1965 |             | Den sköna lögnerskan (Die schöne Lügnerin) Just Scheu och Ernst Nebhut | Bo Forsberg      | Wasa Teater, Finland |
| 1974 | Notarien    | Den jäktade (Den stundesløse) Ludvig Holberg                           | Henning Moritzen | Dramaten             |
| 1976 | Barberaren  | Den jäktade (Den stundesløse) Ludvig Holberg                           | Henning Moritzen | Dramaten             |
| 1983 |             | Arsenik och gamla spetsar (Arsenic and Old Lace) Joseph Kesselring     | Lars Amble       | Maximteatern         |